# Élection pontificale de 1292-1294
L'élection pontificale de 1292-1294 se déroule du 5 avril 1292 au 5 juillet 1294, à la suite de la mort du pape Nicolas IV, le 4 avril 1292. Il s'agit de la dernière élection avant l'institution du 'conclave'. Les suivantes se dérouleront sous la forme du conclave dans lequel les électeurs sont enfermés dans la solitude, en latin : cum clave (avec une clé). Ils ne sont pas autorisés à quitter les lieux jusqu'à ce qu'un nouvel évêque de Rome soit élu. Après la mort de Nicolas IV, les onze cardinaux restants (le douzième meurt au cours de la vacance) délibèrent pendant plus de deux ans. Finalement, ils conviennent à élire le prêtre ermite Pietro de Morrone qui prend le nom pontifical de Célestin V.

## Sources
- (en) Cet article est partiellement ou en totalité issu de l’article de Wikipédia en anglais intitulé « Papal election, 1292–94 » (voir la liste des auteurs).
- (en) Sede Vacante de 1292-1294 - Université de Nothridge - État de Californie - John Paul Adams - 13 décembre 2014